# 杜江 (演员)
杜江（1985年9月10日—），出生于山东省济南市，中國大陆男演員、歌手，毕业于上海戏剧学院。

## 经历
1985年9月10日，杜江出生在山东省济南市的一个工薪家庭。
2009年出演《艰难爱情》正式进入娱乐圈。2012年因出演電視劇《青瓷》中徐艺一角，而開始受到關注。2015年在浙江卫视的《爸爸回來了第二季》中，杜江带着儿子嗯哼参加节目，节目的热播讓更多人认识杜江。2017年也在湖南卫视的《爸爸去哪儿第五季》带着儿子亮相。同年，参演电影《红海行动》。

## 家庭
2012年年初，杜江经人介绍认识了霍思燕，同年10月霍思燕生日当天公布恋情，次年两人结婚，育有一个儿子。

## 影視作品

### 電影
| 年份   | 片名               | 角色     | 備註 |
| 2009年 | 《白银帝国》       | 康四爷   |      |
| 2011年 | 《上海日记》       | 全小良   |      |
| 2011年 | 《谍影柔情》       | 江口义明 |      |
| 2016年 | 《高跟鞋先生》     | 杭远     |      |
| 2016年 | 《罗曼蒂克消亡史》 | 马仔     |      |
| 2018年 | 《紅海行動》       | 徐宏     |      |
| 2018年 | 《你好，之華》     | 周文涛   |      |
| 2019年 | 《地久天长》       | 沈浩     |      |
| 2019年 | 《追龍II：賊王》   | 周队长   | 客串 |
| 2019年 | 《烈火英雄》       | 马卫国   |      |
| 2019年 | 《決勝時刻》       | 三團長   |      |
| 2019年 | 《中国机长》       | 梁栋     |      |
| 2019年 | 《我和我的祖国》   | 升旗手   |      |
| 2021年 | 《我和我的父辈》   | 生父     |      |
| 2023年 | 《惊天救援》       | 韩凯     |      |
| 2023年 | 《消失的她》       | 郑成     |      |
| 2024年 | 《来都来了》       | 王耀     |      |
| 2025年 | 《蛟龙行动》       | 徐宏     |      |
| 待上映 | 《澎湖海战》       |          |      |

### 電視劇
| 首播   | 剧名                     | 角色   | 备注 |
| 2007年 | 《钻石王老五的艰难爱情》 | 郝良   |      |
| 2009年 | 《孽债2》                | 安永辉 |      |
| 2010年 | 《全家福》               | 俊峰   |      |
| 2011年 | 《男人帮》               | 王楠   |      |
| 2012年 | 《青瓷》                 | 徐艺   |      |
| 2012年 | 《北京青年》             | 高军   |      |
| 2013年 | 《老米家的婚事》         | 甄雨   |      |
| 2013年 | 《爱情面前谁怕谁》       | 米妮   | 客串 |
| 2014年 | 《青年医生》             | 赵冲   |      |
| 2015年 | 《草帽警察》             | 沈永年 |      |
| 2016年 | 《再见，老婆大人》       | 赵天材 |      |
| 2017年 | 《猎场》                 | 凱文楊 | 客串 |
| 2018年 | 《烽火连城决》           | 林海   |      |
| 2024年 | 《上甘岭》               | 李德生 |      |
| 待播   | 《北京遇上西雅图》       | 林诺言 |      |

### 综艺节目
- 2015年  爸爸回來了第二季
- 2017年  爸爸去哪兒 (第五季)
- 2018年  奔跑吧第二季第八期
- 2018年   勇敢的世界
- 2019年   妻子的浪漫旅行第三季

## 外部鏈接
- 杜江的Instagram帳戶
- 杜江侦察记的新浪微博
- 杜江在香港影庫上的簡介